# 维森陶
维森陶是德国巴伐利亚州的一个市镇。总面积6.41平方公里，总人口1667人，其中男性834人，女性833人（2011年12月31日），人口密度260人/平方公里。